# Roger Kluge
Roger Kluge (n. 5 februarie 1986, Eisenhüttenstadt, Brandenburg, Germania) este un ciclist german, medaliat olimpic. A participat la 4 ediții ale Jocurilor Olimpice (2008, 2012, 2016, 2020) în care a câștigat o medalie de argint.